# Unknown Soldier
Unknown Soldier är det finländska nyklassiska power metal-bandet Warmens debutalbum, utgivet i februari 2000 på Spinefarm Records, och i Japan på Toy's Factory i augusti samma år.
Alla spår utom två är instrumentala; Kimberly Goss (Sinergy) gästsjunger på "Devil's Mistress" och "Fire Within".

## Låtlista
1. "Introduction" (instrumental) – 0:52
2. "The Evil That Warmen Do" (instrumental) – 4:13
3. "Devil's Mistress" (med Kimberly Goss) – 5:52
4. "Hopeless Optimism" (instrumental) – 5:08
5. "Unknown Soldier" (instrumental) – 3:19
6. "Fire Within" (med Kimberly Goss) – 3:22
7. "Warcry of Salieri" (instrumental) – 5:55
8. "Into the Oblivion" (instrumental) – 3:53
9. "Piano Intro To" (instrumental) – 3:37
10. "Treasure Within" (instrumental) – 4:21
11. "Soldiers of Fortune" (instrumental) – 4:57

Bonusspår på den japanska utgåvan
1. "Dead Reflection" – 4:43

## Medverkande
Musiker
- Janne Wirman – keyboard, grand piano, orkestrering
- Sami Virtanen – solo- och rytmgitarr, orkestrering
- Mirka Rantanen – trummor

Bidragande musiker
- Lauri Porra – basgitarr
- Antti Wirman – solo- och rytmgitarr
- Kimberly Goss – sång
- Roope Latvala – gitarr
- Jari Kainulainen – basgitarr
- Pekka Palmu – rytmgitarr

Produktion
- Janne Wirman – producent, inspelningstekniker
- Sami Virtanen – inspelningstekniker
- Mikko Karmila – inspelningstekniker, mixning
- Mika Jussila – mastering
- Kimberly Goss – låttexter
- Pekka Palmu – albumkonst